# La fuerza de una promesa
La fuerza de una promesa (título original: In the Blink of an Eye) es un telefilme estadounidense de biografía, drama y crimen de 1996, dirigido por Micki Dickoff, escrito por Rama Laurie Stagner y Dan Witt, musicalizado por James McVay, en la fotografía estuvo João Fernandes y los protagonistas son Veronica Hamel, Mimi Rogers y Jeffrey Dean Morgan, entre otros. Este largometraje fue realizado por Grossbart Barnett Productions y se estrenó el 24 de marzo de 1996.

## Sinopsis
Micki, una abogada de 40 años, es contactada por una amiga que necesita de su ayuda en un caso de homicidio. Micki sabe que Sunny no es responsable de la muerte de dos policías.